# Rybs
Rybs (Brassica rapa ssp. oleifera), eller ryps, är en ettårig oljeväxt, nära släkt med rova och åkerkål men även med raps.
Liksom hos raps finns två varianter, höstrybs och vårrybs, som sås på hösten respektive våren.  
Rybs är något härdigare än raps. Den odlas bland annat i Finland, där den är den viktigaste oljegrödan.

## Officiell statistik om rybs

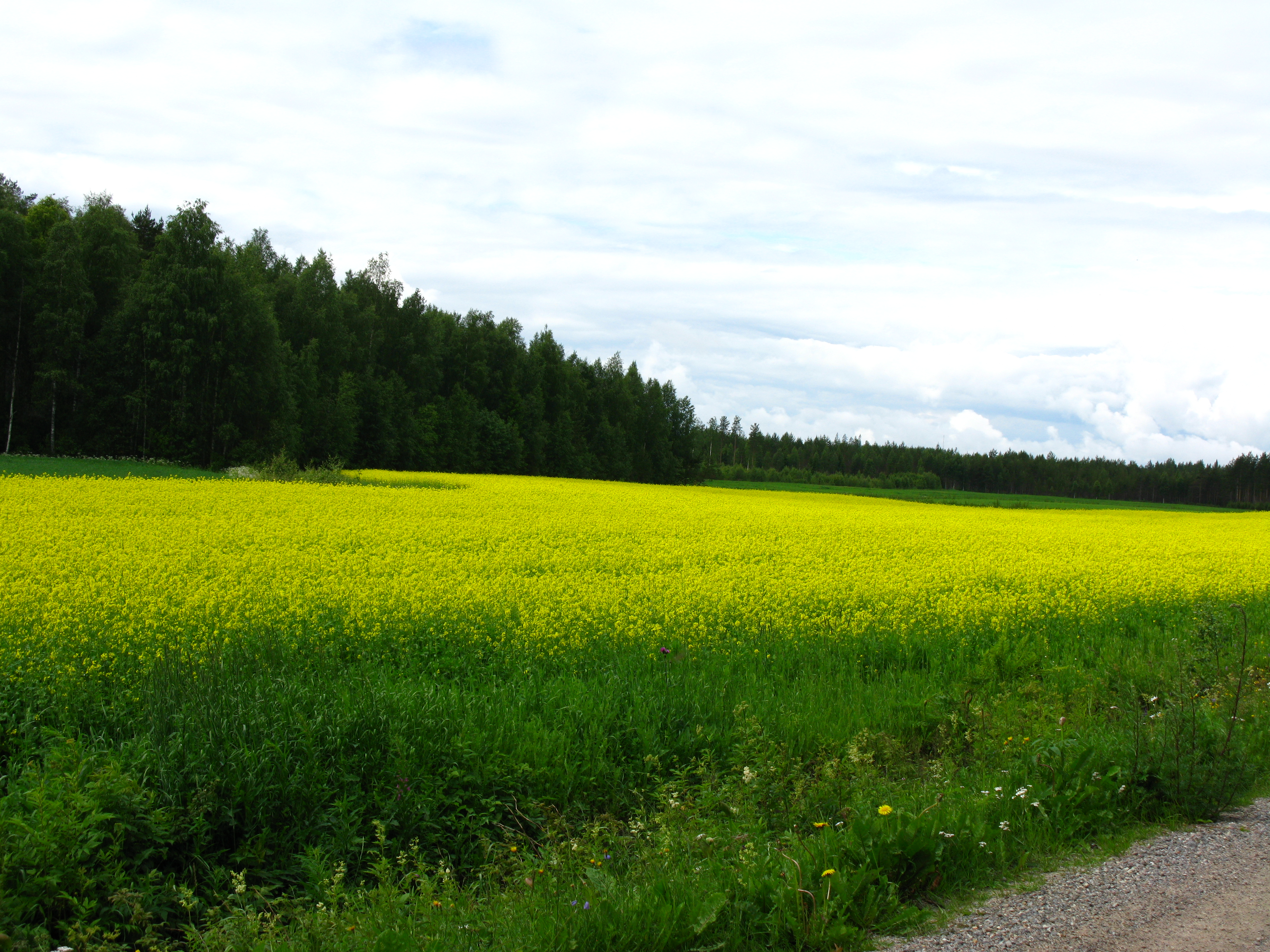
Rybsfält i Parikkala kommun, Finland.

Omfattningen av rybsodlingen i Sverige har varierat ganska kraftigt. Vårrybs har sedan 1970-talets början odlats på större arealer än höstrybs. Under 2000-talet har arealerna som odlas med rybs minskat till närmast obetydliga nivåer. Detta kan delvis förklaras av att vinterhärdigare sorter av den mer högavkastande höstrapsen blivit tillgängliga. På Jordbruksverkets webbplats publiceras årligen statistik om arealen som odlas med rybs i det Statistiska meddelandet JO 10 SM Jordbruksmarkens användning.
Den största skörden av höstrybs i Sverige var de 58 110 ton som bärgades år 1973. År 1984 bärgades 108 620 ton vårrybs, vilket är rekord för denna gröda. På Jordbruksverkets webbplats publiceras årligen statistik om hektar- och totalskördar av rybs i det Statistiska meddelandet JO 16 SM Skörd av spannmål, trindsäd, oljeväxter, potatis och slåttervall. I Eurostats databas publiceras statistik om skörd och areal av rybs i Europa under kategorin Agriculture och underkategorin Agricultural production.